# ウルツァマ川
ウルツァマ川（ウルツァマがわ、バスク語、Ultzama。スペイン語、Ulzama）は、スペイン・ナバーラ州を流れる河川。アルガ川の主要な支流である。

## 地理
全長は36 kmで、その流域面積は270 km2である

。
ウルツァマ川の源流は標高1419 mのサジョア峰（Pico Sayoa）である
。
流域の平均標高は701 mである。標高が600 mから800 mの間にある部分だけで、流域面積の約57 ％を占めている

。
ウルツァマ川がアルガ川へと合流する付近に形成された町がビジャバであり、ビジャバの南東部に合流点がある

。
合流点の標高は420 mである

。

## ウルツァマ川の主要な支流
ウルツァマ川の主要な支流は、アルガ川への合流点から見て順に次の通りである

。
なお、見出しレベルが低い川は、その上位の川の支流であること意味する。
- アルガ川への合流点
  - ウルツァマ川
    - Eltzarrain （別名、Mediano）
      - ウガラネ川（バスク語、Ugarane）（別名、Ezkati）
      - Errekabeltx

    - ウレペル川（バスク語、Urepel）
    - アルキル川（バスク語、Arkil）
    - イラウエ川（バスク語、Iraue）
    - サルダサイン川（バスク語、Zaldazain）

ウルツァマ川は、アルガ川、アラゴン川、エブロ川を通って地中海に注ぐ。